# فلهلم رابه
فلهلم رابه (بالألمانية: Wilhelm Raabe). روائي ألماني. ولد عام 1831 في براونشفايغ، ومات في عام 1910 في براوشفنج أيضاً. أنهى رابه دراسته للتجارة ثم درس في برلين. كان نجاح روايته الأولى (تاريخ حارة شبرلينج) سبباً في أن يقطع دراسته. وكتب روايات تشاؤمية متأثراً بآرثر شوبنهاور. وعاش رابه في فولفنبوتل وشتوتغارت قبل أن بعود مرةً أخرى إلى براونشفايغ في عام 1870.

## أعماله
- تاريخ حارة شيرلينج «Die Chronik der Sperlingsgasse» (رواية 1857).
- قسيس الجوع «Der Hungerpastor» (رواية 1864).
- الكعكة المحشوة، قصة بحر وقتل «Der Stopfkuchen. Ein See-und Mordgescichte».

## روابط خارجية
- فلهلم رابه على موقع IMDb (الإنجليزية)
- فلهلم رابه على موقع الموسوعة البريطانية (الإنجليزية)
- فلهلم رابه على موقع كينوبويسك (الروسية)